# Peter Glossop
Peter Glossop (ur. 9 lipca 1928 w Sheffield, zm. 7 września 2008) – brytyjski śpiewak operowy, baryton.

## Życiorys
Był uczniem Josepha Hislopa. Od 1952 roku występował w zespole Sadler’s Wells Opera, w latach 1953–1962 był jego solistą. W 1961 roku zdobył I nagrodę na konkursie śpiewaczym w Sofii, w tym samym roku debiutował na deskach Covent Garden Theatre w Londynie rolą Demetriusza w Śnie nocy letniej Benjamina Brittena. Występował gościnnie na scenach operowych m.in. w Mediolanie, Nowym Jorku, Tokio, Buenos Aires i Wiedniu. Do jego popisowych ról należały Nabuchodonozor w Nabucco, Jagon w Otellu, partie tytułowe w Simonie Boccanegrze, Falstaffie i Wozzecku.